# Rockstar San Diego
Rockstar San Diego, anciennement Angel Studios Interactive Entertainment, est un studio de développement appartenant à Rockstar Games (compagnie appartient elle-même à Take-Two Interactive). Ce studio est célèbre pour avoir développé les jeux de courses des franchises Midtown Madness et Midnight Club ainsi que la série Red Dead.

## Histoire

### Les premières années dans l'animation (1984-1993)
Souhaitant devenir réalisateur, Diego Angel[a] quitte Medellín, en Colombie, pour s’installer à Chicago en 1971, alors qu’il est âgé d’une vingtaine d’années. Il s’inscrit au Columbia College Chicago pour y étudier le cinéma et fréquente également l’Art Institute of Chicago,. Au cours de ses études, il se passionne pour l’animation par ordinateur, qu’il décrit comme « l’avenir de l’art »,. En 1984, il déménage avec son épouse et leurs deux enfants de Chicago à San Diego, attiré par la présence de proches dans la région, ainsi que par les noms de rues en espagnol et la proximité avec le Mexique hispanophone, éléments qui lui donnent un sentiment de familiarité,.
Il fonde Angel Studios en janvier 1984, à Carlsbad, en tant que studio d’animation sous contrat. Après avoir acquis un ordinateur et loué un bureau, il se rend rapidement compte, en quelques jours, qu’il lui est impossible de gérer l’entreprise tout en assurant la direction artistique, et qu’il ne possède pas les compétences techniques nécessaires pour faire fonctionner les ordinateurs. Il décide alors d’embaucher un directeur artistique ainsi qu’un opérateur système. Durant ses six premiers mois d’activité, Angel Studios ne trouve aucun client rémunérateur et ne génère que 5 000 dollars américains (soit l’équivalent de 14 618 dollars en 2024) au cours de sa première année. Diego Angel affirme avoir « souffert » du manque de travail pendant les deux premières années d’existence de l’entreprise.
Le premier projet du studio consiste en une vidéo éducative pour l’université de Californie à San Diego, suivie de publicités pour Nintendo, Polaroid Corporation, Asiana Airlines et Cobra Golf, entre autres,. Parmi ses autres productions précoces figurent des projets pour la NASA et Rohr Industries, ainsi que des logos animés pour Home Box Office (HBO) et ESPN.

## Description
En 1984, Angel Studios est fondé en Californie aux États-Unis, avant d'être racheté en novembre 2002 racheté par Take-Two Interactive, adoptant alors le nom de Rockstar San Diego.
En février 2012, il est indiqué que le studio américain recrute des programmeurs spécialisés dans le gameplay et dans le réseau ayant l'expérience des jeux à monde ouvert. Cela pourrait être une suite à la série Red Dead, Midnight Club ou encore une nouvelle licence.

## Jeux développés

### SousAngel Studios
| Année | Titre                                           | Plateformes         |
| ----- | ----------------------------------------------- | ------------------- |
| 1996  | Mr. Bones                                       | Sega Saturn         |
| 1998  | Major League Baseball Featuring Ken Griffey Jr. | N64                 |
| 1998  | Virtual Jungle Cruise - DisneyQuest             | Jeu d'arcade        |
| 1999  | Resident Evil 2                                 | N64                 |
| 1999  | Ken Griffey Jr.'s Slugfest                      | N64, GBC            |
| 1999  | Midtown Madness                                 | PC                  |
| 1999  | Savage Quest                                    | Jeu d'arcade        |
| 1999  | Pirates - GameWorks                             | Jeu d'arcade        |
| 2000  | Midtown Madness 2                               | PC                  |
| 2000  | Midnight Club: Street Racing                    | PS2                 |
| 2000  | Smuggler's Run                                  | PS2                 |
| 2001  | Smuggler's Run 2: Hostile Territory             | PS2                 |
| 2001  | Test Drive Off-Road Wide Open                   | PS2, Xbox           |
| 2001  | Transworld Surf                                 | Xbox, PS2, GameCube |
| 2002  | Smuggler's Run: Warzones                        | GameCube            |
| 2003  | Spy Hunter 2                                    | Xbox, PS2, GameCube |

### SousRockstar San Diego
| Année     | Titre                                  | Plateformes |
| --------- | -------------------------------------- | --- |
| 2003      | Midnight Club II                       | PlayStation 2, Xbox, PC                                                                                         |
| 2004      | Red Dead Revolver                      | PlayStation 2, Xbox                                                                                             |
| 2005      | Midnight Club 3: DUB Edition           | PlayStation 2, Xbox, PlayStation Portable (avec Rockstar Leeds)                                                 |
| 2006      | Midnight Club 3: DUB Edition Remix     | PlayStation 2, Xbox                                                                                             |
| 2006      | Rockstar Games présente : Table Tennis | Xbox 360, Wii (avec Rockstar Leeds)                                                                             |
| 2008      | Midnight Club: Los Angeles             | PlayStation 3, Xbox 360                                                                                         |
| 2008      | Midnight Club: L.A. Remix              | PlayStation Portable (avec Rockstar London)                                                                     |
| 2010      | Red Dead Redemption                    | PlayStation 3, Xbox 360, PlayStation 4, Switch (avec Rockstar North)                                            |
| 2010      | Red Dead Redemption: Undead Nightmare  | PlayStation 3, Xbox 360, PlayStation 4, Switch (avec Rockstar North)                                            |
| 2013      | Grand Theft Auto V                     | PlayStation 3, Xbox 360, PlayStation 4, Xbox One, PC, PlayStation 5, Xbox Series (en soutien de Rockstar North) |
| 2018      | Red Dead Redemption 2                  | PS4, Xbox One, Windows, Stadia (avec les différents studios internes de Rockstar Games,)                        |
| 2018-2019 | Red Dead Online                        | PS4, Xbox One, Windows, Stadia (avec les différents studios internes de Rockstar Games,                         |
| 2026      | Grand Theft Auto VI                    | PS5, Xbox Series (avec les différents studios internes de Rockstar Games)                                       |